# Stereoequipe
Stereoequipe è il terzo album in studio del gruppo musicale italiano Equipe 84, pubblicato nel 1968. È anche il primo disco italiano a essere pubblicato solamente in versione stereofonica (in precedenza alcuni dischi, come Vol. 1º di Fabrizio De André, erano usciti nella duplice versione, mono e stereo), e la casa discografica, la Ricordi, per evidenziare ciò antepose una S alla sigla del catalogo da quest'album in poi.

## Storia
Per questo disco il gruppo radunò tutti i 45 giri incisi tra il marzo del 1967 e l'estate del 1968, aggiungendo alcuni inediti: tutti brani caratterizzati dall'essere registrati su un modernissimo (all'epoca) registratore a otto piste (dato riportato anche all'interno dell'album, che si apriva come un libro). Le varie tracce furono comunque unite da alcuni intermezzi orchestrali registrati dall'Orchestra Sinfonica della Scala di Milano.
Nel 1967 la Ricordi aveva acquistato per i propri studi di registrazione (che in quegli anni si trovavano in via dei Cinquecento a Milano) un registratore a otto piste: fu il primo in uno studio di registrazione italiano, e la prima canzone registrata completamente con queste nuove apparecchiature fu 29 settembre dell'Equipe 84, scritta da Mogol e Lucio Battisti. Fu proprio con l'incisione di questo 45 giri che Maurizio Vandelli iniziò ad assumere un ruolo preponderante all'interno del gruppo, occupandosi sempre più della produzione e degli arrangiamenti; cosa che iniziò lentamente a generare il risentimento di Franco Ceccarelli.
I tecnici del suono del disco furono Maurizio Vandelli e Valter Patergnani, mentre i tecnici del mixaggio furono, oltre allo stesso Vandelli, Pier Farri, Paolo Ruggeri e Alessandro Colombini.
Questo disco nel 2013, è stato ristampato in CD, dalla On Sale Music.

## Brani
29 settembre scritta nel settembre del 1966, era stata proposta in un primo momento da Mogol e Battisti a Gianni Pettenati, che la rifiutò perché non era del tutto convinto.
Fu quindi proposta al gruppo, in un momento in cui Battisti era ancora un perfetto sconosciuto, che aveva inciso un solo 45 giri e scritto alcune canzoni per vari interpreti, tra cui due per i Dik Dik (Se rimani con me e Dolce di giorno), una per I Profeti (Le ombre della sera) ed una per Riki Maiocchi (Uno in più), e l'Equipe seppe cogliere in questo brano sia l'originalità della melodia che le caratteristiche musicali che avrebbero potuto svilupparsi nell'arrangiamento.
La canzone era ancora senza titolo, ma quando si decise di introdurre la voce dello speaker che legge le notizie del giornale radio (idea che è stata rivendicata un po' da tutti, da Colombini a Mogol allo stesso Vandelli) il titolo fu la data 29 settembre.
Per il retro del disco fu scelta e registrata una canzone scritta da Francesco Guccini, che però non la firmò, non essendo ancora iscritto alla Siae (e lasciò la firma a Vandelli): un brano folk cantato da tutti i componenti dell'Equipe.
Il disco uscì nel marzo del 1967, arrivando a maggio al primo posto dell'hit parade (vi rimase per cinque settimane), e quindi anche per il 45 giri successivo, pubblicato a novembre dello stesso anno, il gruppo si affidò a Mogol e Battisti: le due canzoni scelte furono Nel cuore nell'anima e Ladro, e per il lato a fu scelta la prima, sicuramente più immediata e che godeva di un bell'arrangiamento orchestrale opera di Mariano Detto.

Anche questa è una delle canzoni più celebri di Mogol e Battisti: come 29 settembre, fu poi incisa dal suo autore nel suo primo disco, in una versione con un'introduzione in più e con l'accompagnamento strumentale dei Dik Dik, che a loro volta ne incisero un'ulteriore versione usando la stessa base (ma sostituendo la voce di Lallo a quella di Battisti) e pubblicandola nel loro secondo LP.
La registrazione dell'Equipe si caratterizza anche per la totale assenza di chitarre; il retro invece, Ladro, si caratterizza per un arrangiamento molto psichedelico (con il sitar suonato da Vandelli e le tablas, percussioni indiane, da Cantarella) e per la partecipazione vocale dello stesso Battisti nel primo intermezzo (canta la frase "Io l'amavo, io l'amavo...."), mentre nel secondo la voce femminile è (secondo la testimonianza fornita da Franco Ceccarelli) quella di Babelle Douglas, all'epoca compagna di Victor Sogliani e, in seguito, cantante nel gruppo Flora Fauna & Cemento.
La copertina del disco è opera di Mario Schifano.
Il 45 giri pubblicato nei primi mesi del 1968 fu invece Nel ristorante di Alice, un bel brano scritto da Ricky Gianco e Gian Pieretti: entrambi in quel periodo erano sotto contratto per la Ricordi, e Pieretti conosceva l'Equipe da molti anni (era stato lui a metterli a contatto con Sciascia, il padrone della Vedette, per cui Pieretti incideva a inizio carriera).
Per il lato B venne scelta una cover di No Face, No Name, No Number dei Traffic, tradotta da Mogol e Vandelli in Un anno (usata come sigla della trasmissione radiofonica Gran varietà); anche questo 45 giri, come i precedenti, riscosse molto successo.
Infine, per l'estate del 1968, il disco pubblicato fu Un angelo blu, cover di I Can't Let Maggie Go degli Honeybus con il testo italiano scritto da Mogol, mentre quello del lato B fu scritto da Vandelli: si tratta di Nella terra dei sogni, cover di un successo degli Easybeats, scritto, tra gli altri, da George Young, musicista australiano forse più noto per essere il fratello maggiore di Angus Young e Malcolm Young degli AC/DC.
Tutte queste canzoni furono racchiuse nell'album, completato da quattro inediti: Tutto è solo colore, Hey ragazzo, Per un attimo di tempo e Intermission riff: i brani furono suddivisi in maniera tale che gli inediti e l'ultimo 45 giri fossero sul lato B, mentre il lato A fu riservato alle rimanenti sei canzoni, più vecchie.
Tutto è solo colore è l'ennesima cover, questa volta di Every Little Bit Hurts degli Small Faces, Hey ragazzo invece è una canzone scritta da Mogol e Battisti, sicuramente non tra le loro migliori.
Per un attimo di tempo è una canzone scritta da Francesco Guccini, come ha scritto Ceccarelli nel suo Io ho in mente te (edizioni Zelig, Milano 1996): è però firmata Vandelli, e ciò fa pensare che sia una canzone scritta sicuramente più di un anno prima, visto che Guccini era iscritto alla Siae dalla metà dell'anno precedente, ed aveva iniziato a firmare le sue canzoni.
In Intermission riff, rivisitazione di un tema jazzistico di Stan Kenton (scelta come sigla del programma giornalistico della Rai TV sette) Vandelli usò nuovamente il sitar e Cantarella le tablas.

## Tracce
Lato A
1. Nel cuore, nell'anima – 3:21 (Testo di Mogol; musica di Lucio Battisti)
2. Ladro – 3:14 (Testo di Mogol; musica di Lucio Battisti)
3. È dall'amore che nasce l'uomo – 2:18 (Testo e musica di Francesco Guccini; firmato da Maurizio Vandelli)
4. Nel ristorante di Alice – 2:41 (Testo di Maurizio Vandelli e Mogol; musica di Ricky Gianco e Gian Pieretti)
5. 29 settembre – 2:32 (Testo di Mogol; musica di Lucio Battisti)
6. Un anno (No Face, No Name, No Number) – 3:50 (Testo originale e musica di Steve Winwood e Jim Capaldi; testo italiano di Mogol e Maurizio Vandelli)

Lato B
1. Un angelo blu (I Can't Let Maggie Go) – 3:12 (Testo originale e musica di Pete Dello; testo italiano di Mogol)
2. Tutto è solo colore (Every Little Bit Hurts) – 3:23 (Testo originale e musica di Ed Cobb; testo italiano di Maurizio Vandelli)
3. Hey ragazzo – 3:22 (Testo di Mogol; musica di Lucio Battisti)
4. Per un attimo di tempo – 2:12 (Testo e musica di Francesco Guccini; firmato da Maurizio Vandelli)
5. Intermission Riff – 2:05 (Musica di Ray Wetzel)
6. Nella terra dei sogni (Land of Make Believe) – 3:57 (Testo originale e musica di Henry Vanda e George Young; testo italiano di Maurizio Vandelli)

## Formazione
Gruppo
- Maurizio Vandelli - voce, chitarra, sitar, flauto dolce, tastiere, percussioni
- Victor Sogliani - voce, basso
- Alfio Cantarella - batteria, percussioni
- Franco Ceccarelli - voce, chitarra

Altri musicisti
- Lucio Battisti e Babelle - voce (in Ladro)